# Imatidium collare
Imatidium collare es una especie de insecto coleóptero de la familia Chrysomelidae.
Fue descrita científicamente en 1799 por Herbst.